# 岡山県道323号種見明戸線
岡山県道323号種見明戸線（おかやまけんどう323ごう たねみあけどせん）は、岡山県真庭市を通る一般県道である。

## 概要
真庭市種から真庭市見明戸に至る。

### 路線データ
- 起点：岡山県真庭市種（岡山県道322号中福田湯原線交点）
- 終点：岡山県真庭市見明戸（岡山県道55号湯原美甘線交点）

## 地理

### 通過する自治体
- 岡山県
  - 真庭市

### 交差する道路
| 交差する道路              | 交差する場所 | 交差する場所 |
| ------------------------- | ------------ | ------------ |
| 岡山県道322号中福田湯原線 | 種           | 起点         |
| 岡山県道55号湯原美甘線    | 見明戸       | 終点         |

### 沿線
- 種川
- 見明戸簡易郵便局
- 鉄山川